# Geoconservação

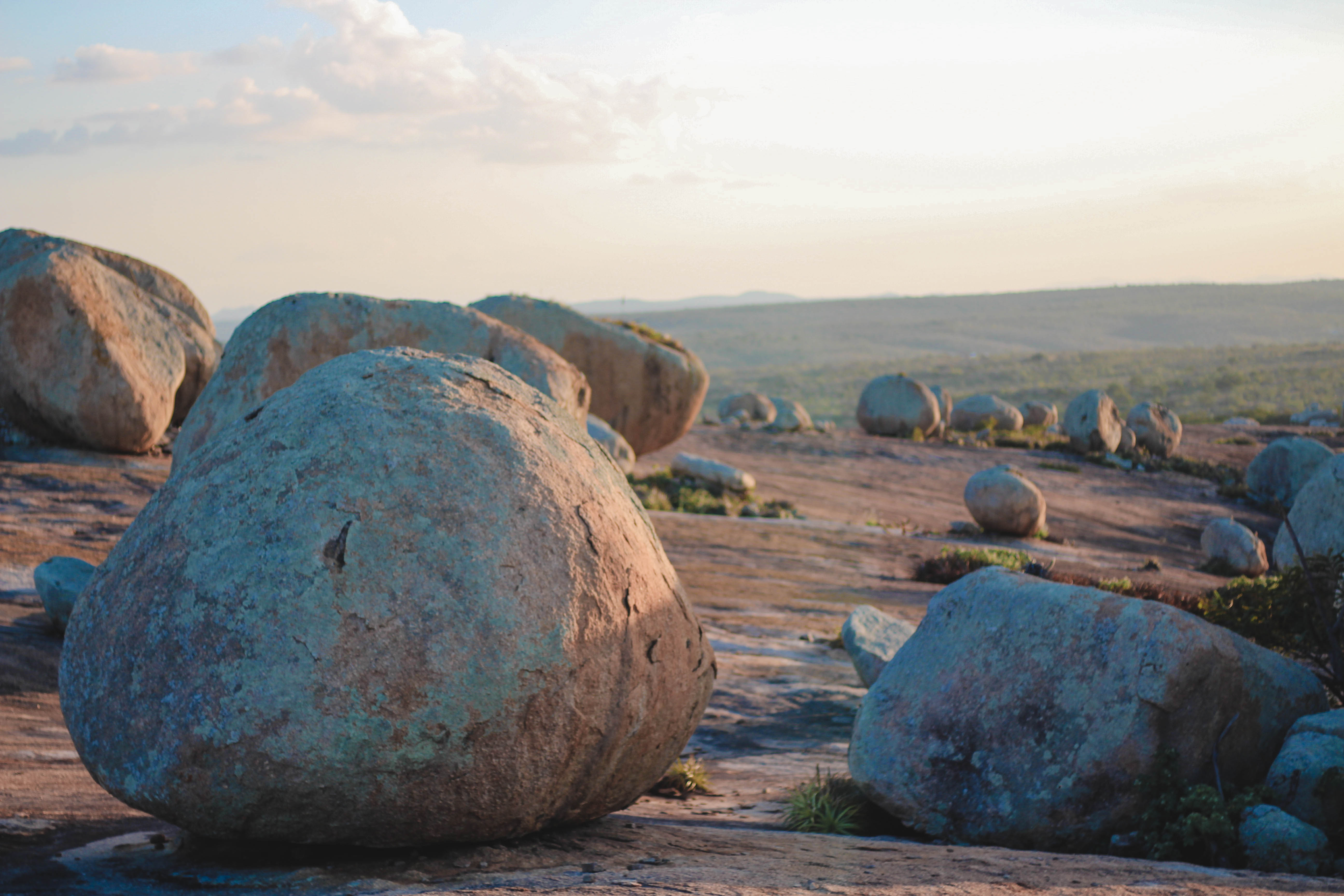
Geossítio localizado na cidade de Cabaceiras, no estado da Paraíba, Brasil, também conhecido como mar de bolas. É o único na região cadastrado no projeto Sítios Geológicos e Paleontológicos do Brasil – SIGEP. Exemplo de estratégia de geoconservação da geodiversidade presente em rochas e paisagens.

Geoconservação é a conservação da geodiversidade. Representa  um conjunto de ações realizadas com a intenção de conservar e/ou melhorar características, processos, locais e espécimes geológicos e geomorfológico. Tem como objetivo a preservação e a gestão do geopatrimônio e compreensão dos processos naturais a ele associados, envolvendo todas as ações empreendidas na defesa da geodiversidade 

## Natureza da geoconservação
A geoconservação baseia-se na conservação da geodiversidade atribuindo-lhe valores que não são apenas os de natureza utilitária ou de proteção contra riscos ambientais. Os motivos para a conservação dos sistemas terrestres está centrado na natureza intrínseca da geodiversidade e na manutenção da vida; no sentido ético-filosófico em permitir que as futuras gerações possam usufruir do mesmo patrimônio de seus antepassados; na proteção das paisagens e sua manutenção como fonte de beleza cênica, inspiração, e manutenção do sentido de lugar e relação de pertencimento o que lhe confere um caráter cultural; e como fonte de pesquisas para geocientistas, estudantes e leigos. Demanda a conservação das feições geológico-geomorfológicas por seus valores científicos, educacionais, culturais, intrínsecos, estéticos e econômicos ligados ao geoturismo e aos geoprodutos . Estes valores da geodiversidade podem ser alterados conforme a natureza da pesquisa e do pesquisador.

## Estratégias de geoconservação
A geoconservação é estabelecida em etapas ou estratégias efetuadas em sequência: inventário, quantificação, a classificação, conservação, valorização e divulgação, e a monitorização. 
| Etapas        | Descrição das etapas |
| ------------- | --- |
| Inventário    | Reconhecimento prévio dos geossítios, sua identificação, seleção, registros de todas as informações sobre o local inclusive com registro fotográfico |
| Quantificação | Pode ser feita em conjunto com a inventariação, mas é considerada uma tarefa difícil em virtude da sua subjetividade de se atribuir valor e estabelecer qual geossítio é mais importante, entretanto é uma etapa necessária quando se pretende estabelecer prioridades nas ações de geoconservação.                                                                                                 |
| Classificação | Seria enquadrar o geossítio na legislação existente para sua conservação, gestão e monitoramento. Procura determinar o grau de vulnerabilidade, e é determinante na implementação das estratégias a serem adotadas para a manutenção da sua integridade. A avaliação é feita de acordo com sua vulnerabilidade associada aos fatores naturais e/ou antrópicos. Seria a proteção legal do geossítio. |
| Conservação   | Etapas em que se prioriza se escolhe os geossítios que tenham sido considerados de maior relevância e o nível de vulnerabilidade e degradação conferido. |
| Valorização   | Conjunto de práticas que procura mostrar ao cidadão a importância do geossítio. Pode ser feita de diversas formas procurando atender os mais diversos públicos, com a linguagem o mais próxima do seu cotidiano. Pode ser feita através de painéis, placas, divulgação em diversas mídias, folhetos.                                                                                                |
| Divulgação    | Vem logo após a valorização, sendo uma ordem importante a ser mantida, pois só deve haver divulgação daqueles geossítios que estejam com sua integridade assegurada. Ela pode ser feita através de ações específicas ou em conjunto com a divulgação do patrimônio natural e cultural. |
| Monitoramento | Forma de assegurar ações concretas para a manutenção da relevância do geossítio. É uma etapa importante, pois dela depende ou não uma nova avaliação da vulnerabilidade do geossítio e pode indicar uma mudança na sua relevância. |

## Exemplos de estratégias de geoconservação
O geoturismo configura-se como uma estratégia de geoconservação vinculada ao turismo. Representa o turismo que agrega conhecimento cientifico aos locais de visitação com atrativos abióticos. È uma atividade que pode ser realizada tanto em ambiente urbano como natural, em parques ou reservas. De forma geral pode ser realizado em qualquer ambiente com atributos e/ou elementos da geodiversidade. A valorização por placas e painéis são meios frequentes de divulgar os geossítios. Os roteiros geoturísticos configuram-se como atrativos urbanos para a divulgação dos elementos da geodiversidade através dos seus usos pela sociedade.
A criação do projeto Geoparques Mundiais da UNESCO em  parceria com a Sociedade Geológica da Europa - GGE foi estabelecida em 2001 constitui-se como uma forma de conservação não só da diversidade geológica, mas das atividades relacionadas à cultura e ao desenvolvimento sustentável social local relacionados aos geossítios. Desde a sua criação os geoparques ao redor do globo vem aumentando e em abril de 2021, o Conselho Executivo da UNESCO aprovou mais 8 novos e o número de locais na Rede Global de Geoparques da UNESCO foi aumentado para 169 em 44 países. No território brasileiro o Geoparque Araripe  foi o primeiro representante.